# Geoffroy de Paris
Geoffroy de Paris (auch Geoffroi de Paris, Geoffrey of Paris; † um 1320) war ein französischer Chronist, Poet, Schreiber und Notar in der Kanzlei der Könige von Frankreich im späten 13. und frühen 14. Jahrhundert.

## Leben
Es gibt keine gesicherten Angaben über das Leben von Geoffroy de Paris.

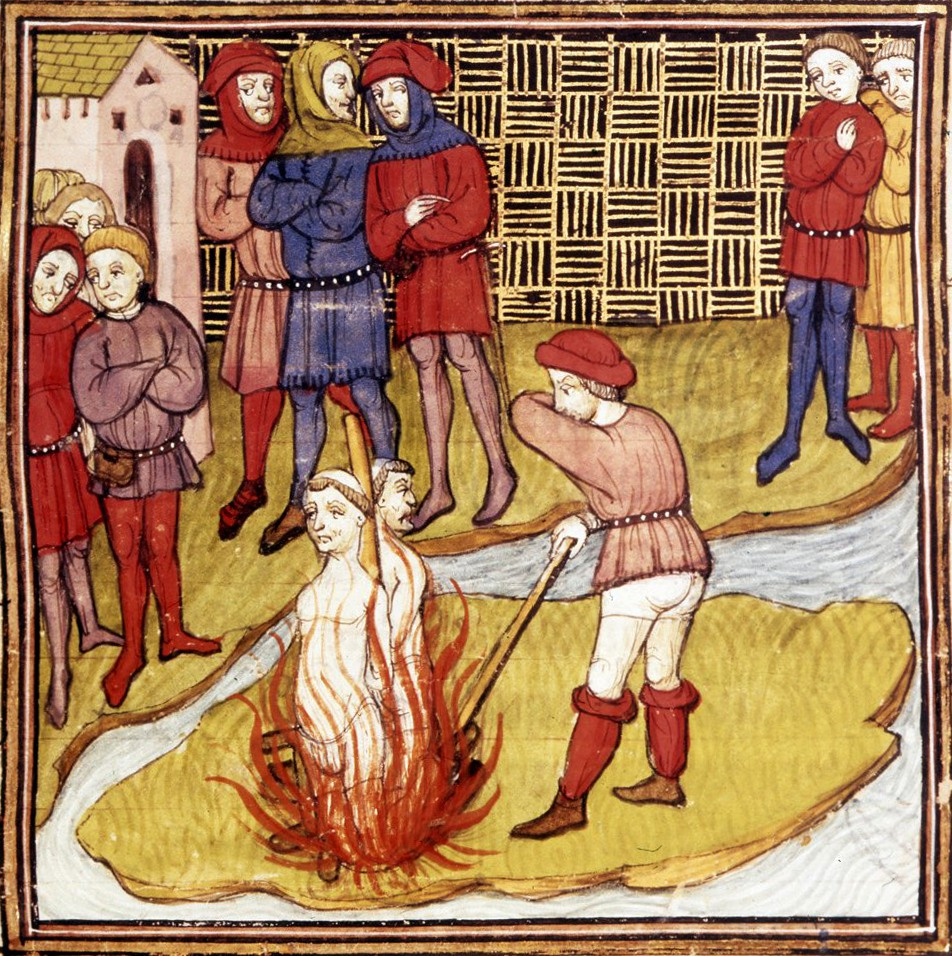
Jacques de Molay und Geoffroy de Charnay auf dem Scheiterhaufen

## Wirken
Geoffroy ist wahrscheinlich der Autor der Chronique metrique de Philippe le Bel oder Chronique de rimée Geoffroi de Paris. Dieses Werk über die Geschichte Frankreichs von 1300 bis 1316 enthält 7.918 Strophen und ist wertvoll, weil der Verfasser Augenzeuge vieler der beschriebenen Ereignisse war. So berichtet er unter anderem über die Hinrichtung des Großmeisters des Templerordens Jacques de Molay 1314 und gibt den angeblichen Wortlaut dessen Fluches wieder.
Verschiedene kurze historische Gedichte werden ebenfalls Geoffrey zugeschrieben. Er schrieb zwischen 1314 und 1318 auch mehrere „dits“ in Latein und Französisch, darunter Avisemens pour le roy Loys, Du roy Phelippe qui ores regne, De alliatis und De la creation du pape Jehan. Die meisten seiner Schriften behandeln aktuelle politische Fragen und sind an die französischen Könige Louis X und Philippe V gerichtet.

## Werke
- Chronique métrique

Das Werk trägt im Manuskript keinen Titel. Es handelt sich um die Chronik der Jahre 1300 bis 1316 und beschäftigt sich hauptsächlich mit Angelegenheiten des französischen Königshauses, des Papsttums, Flanderns und des Reiches ab 1308. Die Chronik entstand zwischen 1313 und 1317 und besteht aus 7.924 achtsilbigen französischen Reimen. Das Manuskript wird in der Bibliothèque nationale de France aufbewahrt (Paris, Bibliothèque nationale de France, français, 146, f. 63ra–88rc).
- Avisemens pour le roy Loys

Das 1314 bis 1315 geschriebene Werk war an Louis X le Hutin, König von Frankreich (1289–1316) gerichtet und besteht aus 1.367 achtsilbigen französischen Reimen. Das Manuskript wird in der Bibliothèque nationale de France aufbewahrt (Paris, Bibliothèque nationale de France, français, 146, f. 46ra–50rc).